# 朱逵吉
朱逵吉，字青侶，一字春衢，號绛槎，又號穎雙，浙江嘉興縣人。清朝官員。

## 生平
嘉慶十九年（1814年）甲戌科二甲進士。選翰林院庶吉士，散館改江西東鄉縣知縣。道光四年（1824年）十月，以內閣中書入直軍機處，任漢軍機章京。歷任戶部員外郎，陝西道、廣西道監察御史。官至廣東督糧道。

## 著作
朱逵吉工詩，《晚晴簃詩彙》有其詩作。